# Crimson Moonlight
Crimson Moonlight – szwedzka grupa muzyczna, wykonująca unblack metal, powstała w 1997 roku z inicjatywy Simona Roséna, Pettera Stenmarkera i Gustava Elowssona.

## Historia
Wkrótce po założeniu do zespołu dołączył basista Alexander Orest. W lipcu i sierpniu 1997 nagrano na kasecie demo Glorification Of The Master Of Light, które wydano już we wrześniu. Tymczasem muzycy zaczęli myśleć o zespole poważnie. Wkrótce pojawiło się w nim dwóch nowych członków: Jonathan Jansson oraz Simon Ziimp Lindh. Alexander zostawił bas, by objąć posadę klawiszowca. Po kilku próbach, 3 kwietnia 1998 Crimson Moonlight dał pierwszy w swojej historii koncert. Zaczęto pisać nowe kawałki, a w lipcu 1998 zespół zagrał po raz pierwszy poza swoim krajem - na festiwalu DP pod Oslo w Norwegii.
Tymczasem zmienił się nieco styl zespołu, czego świadectwem jest nagrana na przełomie lipca i sierpnia 1998 EPka Eternal Emperor. Minialbum został wydany w tysiącu egzemplarzach i jest już dzisiaj niedostępna. Początkiem lata z zespołu odszedł Simon Ziimp Lindh, którego zastąpił David Seiving. W styczniu 2000 roku nagrano utwór Blood Covered My Needs, który znalazł się na kompilacji In The Shadow Of Death (Endtime Productions). W tym samym roku zespół opuścili Alexander oraz Jonathan. Ten pierwszy powrócił na początku 2001 roku wraz z Samuelem Lundströmem - nowym gitarzystą.
W październiku 2001 zespół nagrał pod Sztokholmem wideo do utworu Blood Covered My Needs. W czasie Bożego Narodzenia 2001 Alexander Orest ponownie - tym razem na dobre - opuścił Crimson Moonlight. Pod koniec czerwca 2002 roku David Seiving opuścił Crimson Moonlight, by dołączyć do zespołu Sanctifica. Nieco później miejsce Samuela zajął na dobre Per Sundberg, a nowym basistą został Hubertus Liljegren. Wzmocniony zespół zaczął znów pisać i podpisał umowę z Rivel Records.
W styczniu i lutym 2003 zespół zaczął nagrywać swój pierwszy album studyjny pt.The Covenant Progress. Wydawnictwo ukazało się 14 marca 2003 nakładem wytwórni Studio Resound oraz Dream Factory. W tym samym roku ukazała się obszerna kompilacja Songs From The Archives, wydana nakładem Rivel Records. 26 stycznia 2005 została wydana druga płyta Veil Of Remembrance, na której można usłyszeć czysty black metal, już bez klawiszy, który oscyluje wokół death metalu. W 2006 roku nakładem Endtime Productions ukazało się jedno wydawnictwo: EPka In Depths Of Dreams Unconscious. 
Pod koniec 2011 roku, po niemalże sześcioletniej przerwie, zespół zagrał na festiwalu Nordic Fest, ogłosił, że pracuje nad nowym albumem.

## Logo
Logo zespołu zostało wymyślone przez Karla Walfridssona - wokalistę deathmetalowej grupy Pantokrator.

## Muzycy

### Obecny skład zespołu
- Simon Pilgrim Rosén - śpiew (od 1997)
- Per Sundberg - gitara
- Joakim Malmborg - gitara elektryczna (od 2006)
- Johan Ylenstrand - gitara basowa
- Gustav Elowsson - perkusja (od 1997)

### Byli członkowie zespołu
- Samuel Lundström - gitara elektryczna
- Alexander Orest - gitara basowa, instrumenty klawiszowe
- Hubertus Liljegren - gitara elektryczna, gitara basowa
- Jani Stefanovic - gitara elektryczna
- Petter Stenmarker - gitara elektryczna, instrumenty klawiszowe
- Jonathan Jansson - gitara elektryczna (1997-2000)
- David Seiving - gitara basowa
- Erik Tordsson - gitara basowa
- Simon Ziimp Lindh - gitara basowa (1997-1999)

## Dyskografia
Albumy studyjne
- The Covenant Progress (2003)
- Veil Of Remembrance (2005)

Minialbumy
- Eternal Emperor (1998)
- In Depths Of Dreams Unconscious (2007)

Dema
- Glorification Of The Master Of Light (1997)
- Heralding The Dawn (2001)

Kompilacje
- Songs From The Archives (2003)

Albumy Koncertowe
- Live In Värsås (1998)